# Rüdenhausen
Rüdenhausen település Németországban, azon belül Bajorországban. Lakosainak száma 909 fő (2023. december 31.). Rüdenhausen Castell és Abtswind községekkel határos.

## Népesség
A település népessége az elmúlt években az alábbi módon változott:
| Lakosok száma | 921  | 962  | 683  | 688  | 843  | 865  | 874  | 892  | 901  | 909  |
|               | 1875 | 1950 | 1975 | 1987 | 2012 | 2014 | 2016 | 2017 | 2021 | 2023 |